# Кифер, Дон
Дональд Х. «Дон» Кифер (англ. Donald H. «Don» Keefer, 18 августа 1916 — 7 сентября 2014) — американский актёр.
Родился в Пенсильвании, недалеко от Гаррисберге. Был одним из первых членов Актёрской студии. На киноэкранах дебютировал в 1951 году в драме Ласло Бенедека «Смерть коммивояжёра». Его дальнейшая карьера была тесным образом связана с телевидением, где Кифер исполнил более сотни ролей во многих телефильмах и телесериалах, среди которых «Дни в Долине Смерти», «Дымок из ствола», «Альфред Хичкок представляет», «Сумеречная зона», «Моя жена меня приворожила», «Зелёные просторы», «Звёздный путь» и «Скорая помощь». На большом экране он появился в таких картинах как «Русские идут! Русские идут!» (1966), «Бутч Кэссиди и Санденс Кид» (1969), «Встреча двух сердец» (1973), «Спящий» (1973) и «Лжец, лжец» (1997).
В 1950 году Кифер женился на актрисе Кэтрин Маклауд, которая родила от него троих сыновей. Их брак продлился до её смерти в 1997 году. Дон Кифер умер в сентябре 2014 года в Калифорнии в возрасте 98 лет.

## Избранная фильмография
| Год  | Русское название            | Оригинальное название                             | Роль                  | Примечания         |
| ---- | --------------------------- | ------------------------------------------------- | --------------------- | ------------------ |
| 1951 | Смерть коммивояжёра         | Death of a Salesman                               | Бернар                |                    |
| 1954 | Бунт в тюремном блоке № 11  | Riot in Cell Block 11                             | репортёр              |                    |
| 1954 | Бунт на «Кейне»             | The Caine Mutiny                                  | судебный стенографист | в титрах не указан |
| 1955 | Пересечь шесть мостов       | 'Six Bridges to Cross                             | мистер Шерман         |                    |
| 1956 | Очистить территорию         | Away All Boats                                    | Энсин Твитчелл        |                    |
| 1966 | Русские идут! Русские идут! | The Russians Are Coming! The Russians Are Coming! | Ирвинг Христиансен    |                    |
| 1969 | Бутч Кэссиди и Санденс Кид  | Butch Cassidy and the Sundance Kid                | пожарный              |                    |
| 1970 | Революция в минуту          | R. P. M.                                          | декан Джордж Купер    |                    |
| 1971 | Банда Гриссомов             | The Grissom Gang                                  | доктор Гриссом        |                    |
| 1973 | Встреча двух сердец         | The Way We Were                                   | Актёр                 |                    |
| 1973 | Спящий                      | Sleeper                                           | доктор Трайон         |                    |
| 1977 | Автомобиль                  | The Car                                           | доктор Пулбрук        |                    |
| 1982 | Калейдоскоп ужасов          | Creepshow                                         | Майкл Латимер         | сегмент: «ящик»    |
| 1991 | Привычка жениться           | The Marrying Man                                  | присяжный №3          |                    |
| 1997 | Лжец, лжец                  | Liar Liar                                         | нищий в здании суда   |                    |